# بوبي جيلفيلان
بوبي جيلفيلان (بالإنجليزية: Bobby Gilfillan)‏ (29 يونيو 1938 في المملكة المتحدة - 8 نوفمبر 2012) هو مدرب كرة قدم ولاعب كرة قدم بريطاني في مركز الهجوم. لعب مع ريث روفرز وسانت جونستون ونادي دونكاستر روفرز ونادي ساوثيند يونايتد ونيوكاسل يونايتد ونورثويتش فيكتوريا ونادي كاودينبيث لكرة القدم.